# Championnat de Suisse de hockey sur glace 1943-1944
Saison précédente Saison suivante
La saison 1943-1944 est la 35e saison du championnat de Suisse de hockey sur glace. Elle marque le passage entre trois périodes de 15 à 20 minutes de jeu. 

## Ligue nationale A
| Clt   | Équipe                  | PJ | V | D | N | BP | BC | Diff | Pts |
| ----- | ----------------------- | -- | - | - | - | -- | -- | ---- | --- |
| +001, | HC Davos (T)            | 6  | 6 | 0 | 0 | 47 | 8  | +39  | 12  |
| +002, | Zürcher SC              | 6  | 5 | 1 | 0 | 44 | 13 | +31  | 10  |
| +003, | Montchoisi HC           | 6  | 3 | 2 | 1 | 23 | 17 | +6   | 7   |
| +004, | HC Arosa                | 6  | 3 | 2 | 1 | 24 | 31 | -7   | 7   |
| +005, | Grasshopper Club Zurich | 6  | 1 | 4 | 1 | 14 | 34 | -20  | 3   |
| +006, | HC Bâle-Rotweiss        | 6  | 0 | 4 | 2 | 12 | 35 | -23  | 2   |
| +007, | CP Berne                | 6  | 0 | 5 | 1 | 8  | 34 | -26  | 1   |

- En gras : champion de Suisse
- En italique : en barrage de promotion/relégation

Davos remporte le 16e titre de son histoire, le 7e consécutivement. Quant au CP Berne, il se maintient en LNA après sa victoire 4-2 en prolongations contre le Young Sprinters HC en barrage de promotion-relégation.